# Мачука, Педро

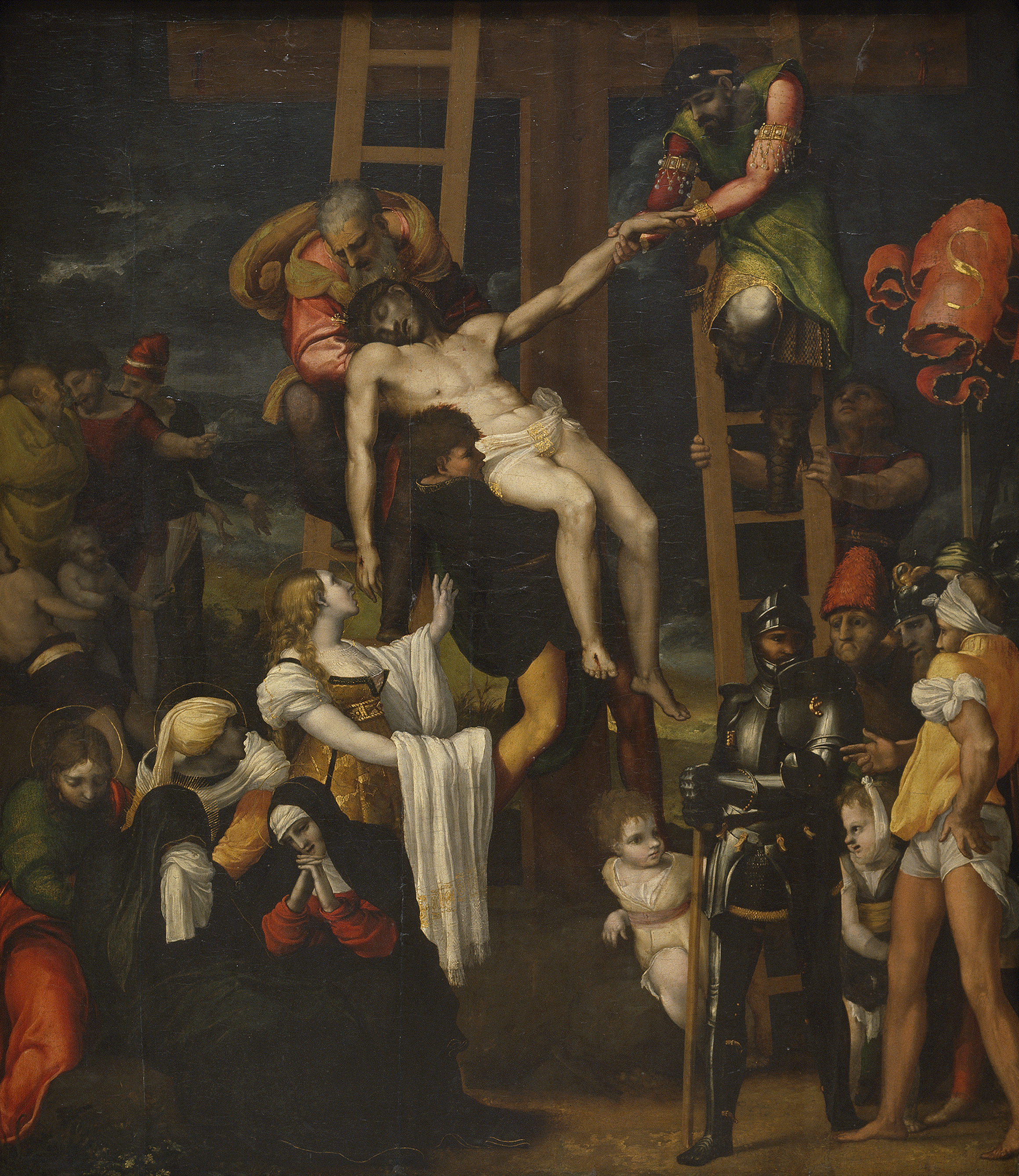
«Снятие с креста», Прадо, Мадрид

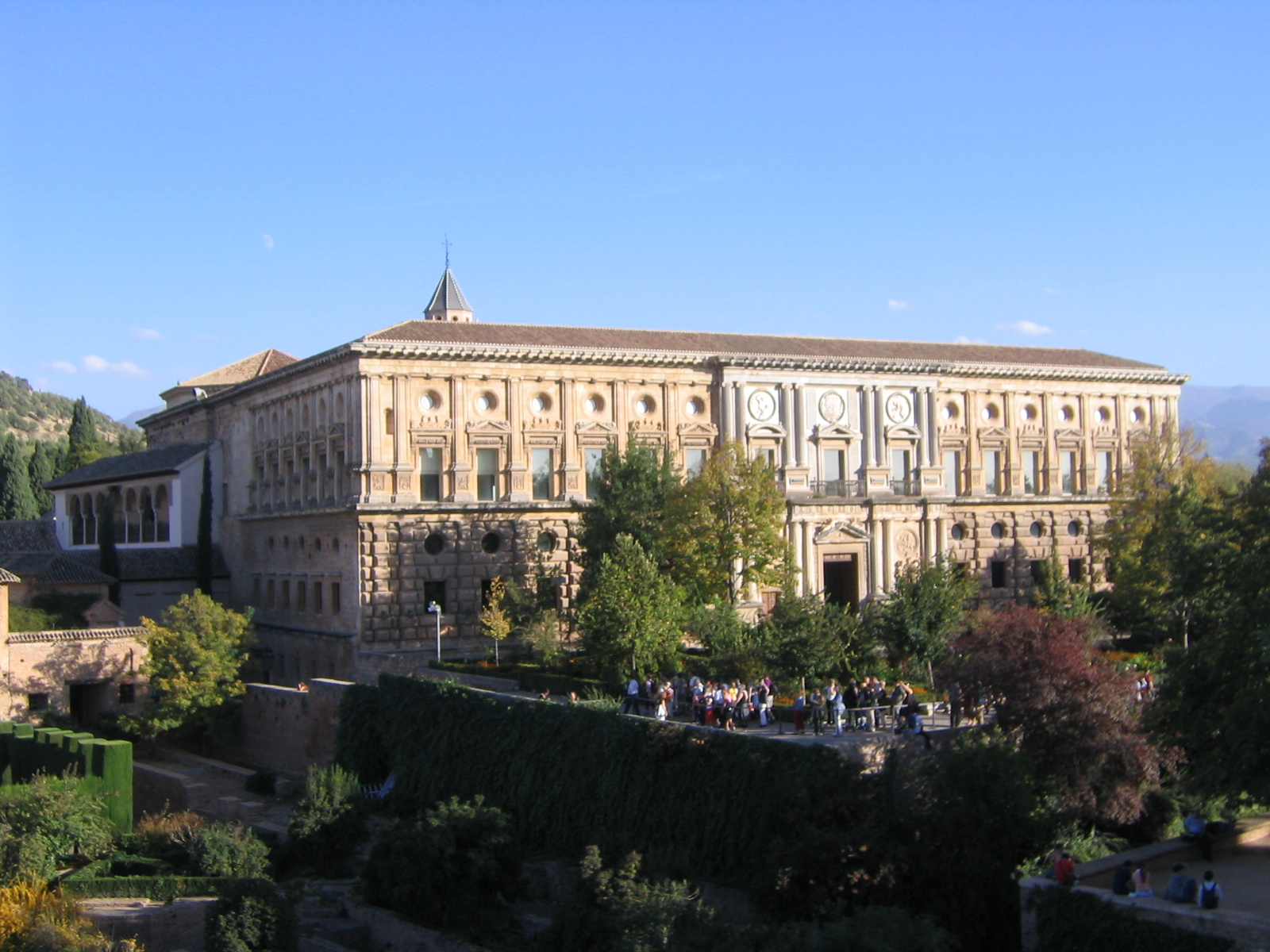
Дворец Карла V в Альгамбре, Гранада

Педро Мачука (исп. Pedro Machuca) (около 1485, Толедо — 1550, Гранада) — испанский художник и архитектор XVI века, один из первых представителей маньеризма в Испании.

## Биография
Родился в Толедо, учился во Флоренции у Джулиано да Сангалло. Среди учителей также были Микеланджело и Понтормо. Он также поддерживал тесные отношения с Полидоро да Караваджо.
Вернувшись в Испанию в 1520 году, работал в качестве художника над алтарем Св. Креста в Королевской капелле Гранады, а также в Толедо.
Его живописное наследие невелико. Среди его работ две хранятся в Музее Прадо «Душа девы в чистилище» (ок. 1527) и «Снятие с креста». Остальные работы: «Сошествие в лимб», «Королевская часовня Гранада», «Ламенто перед Христом» в Лувре, «Вирхен-де-ла — Лента» (собор Jaén) и «Мертвый Христос» (францисканский монастырь Божией Матери в городе Касерес.
Также известен как архитектор. Самая знаменитая работа — ренессансный дворец Карла V в Гранаде, где Мачука выступил главным архитектором. В работе над дворцом, которую Мачука начал по поручению Карла V в 1528 году, прослеживается влияние Витрувия и итальянских художников Рафаэля, Бальдассаре Перуцци и, прежде всего, Джулио Романо.
Несмотря на эти влияния, Мачука был последователем и подражателем Микеланджело и других итальянских маньеристов. Вернувшись в Испанию, Мачука стал первым представителем маньеризма на своей родине.
Один из сыновей Педро Мачуки, Луис Мачука, впоследствии стал известным архитектором.